# 福井キヤノンマテリアル
福井キヤノンマテリアル株式会社（英: Fukui Canon Materials Inc.）は、福井県福井市に本社を置く企業。
キヤノン関連のOPC（有機光導電体）原材料や光学用材料や高撥水性材料、高機能性材料の開発・生産を行っている。

## 沿革
- 2017年 - 旧キヤノンファインテック株式会社の化成品事業（福井事業所）を会社分割し、福井キヤノンマテリアル株式会社とし、キヤノンの直接子会社とする[2]。

## 事業分野
OPC原材料・光学用材料・カードプリンター用インクの開発・製造・販売。